# Entraîneur de l'année de l'USHL
L'Entraîneur de l'année de l'USHL (en anglais : USHL Coach of the Year) est un titre remis annuellement depuis 1984 à l'entraîneur par excellence au cours de la saison régulière dans la United States Hockey League.

## Gagnant du trophée
| Saison    | Récipiendaire              | Équipe                                                    |
| --------- | -------------------------- | --------------------------------------------------------- |
| 1983-1984 | Kevin Hartzell             | Vulcans de Saint-Paul/Twin Cites                          |
| 1984-1985 | Frank Serratore            | Mavericks de Austin                                       |
| 1985-1986 | Bob Ferguson               | Musketeers de Sioux City                                  |
| 1986-1987 | Dave Siciliano             | Flyers de Thunder Bay                                     |
| 1987-1988 | Scott Owens                | Capitols du Wisconsin                                     |
| 1988-1989 | Dave Siciliano             | Flyers de Thunder Bay                                     |
| 1989-1990 | Bob Ferguson               | Musketeers de Sioux City                                  |
| 1990-1991 | Dave Siciliano             | Flyers de Thunder Bay                                     |
| 1991-1992 | Mike Guentzel Bob Ferguson | Vulcans de Saint-Paul/Twin Cites Buccaneers de Des Moines |
| 1992-1993 | Mike Guentzel              | Lancers d'Omaha                                           |
| 1993-1994 | Scott Mikesch              | Black Hawks de Waterloo                                   |
| 1994-1995 | Bob Ferguson               | Buccaneers de Des Moines                                  |
| 1995-1996 | Steve Johnson              | Bears de Fargo-Moorhead                                   |
| 1996-1997 | Mike Hastings              | Lancers d'Omaha                                           |
| 1997-1998 | David Hakstol              | Musketeers de Sioux City                                  |
| 1998-1999 | Mark Osiecki               | Gamblers de Green Bay                                     |
| 1999-2000 | Steve Johnson              | Stars de Lincoln                                          |
| 2000-2001 | Steve Johnson              | Stars de Lincoln                                          |
| 2001-2002 | Mike Hastings              | Lancers de River City                                     |
| 2002-2003 | P. K. O'Handley            | Black Hawks de Waterloo                                   |
| 2003-2004 | Wil Nichol                 | Steel de Chicago                                          |
| 2004-2005 | Mark Carlson               | RoughRiders de Cedar Rapids                               |
| 2005-2006 | Kevin Hartzell             | Stampede de Sioux Falls                                   |
| 2006-2007 | P. K. O'Handley            | Black Hawks de Waterloo                                   |
| 2007-2008 | Steve Poapst               | Steel de Chicago                                          |
| 2008-2009 | Dean Blais                 | Force de Fargo                                            |
| 2009-2010 | Jon Cooper                 | Gamblers de Green Bay                                     |
| 2010-2011 | Mark Carlson               | RoughRiders de Cedar Rapids                               |
| 2011-2012 | Derek Lalonde              | Gamblers de Green Bay                                     |
| 2012-2013 | Cary Eades                 | Stampede de Sioux Falls                                   |
| 2013-2014 | P. K. O'Handley            | Black Hawks de Waterloo                                   |